# Liste von Persönlichkeiten aus Ronco sopra Ascona
Diese Liste enthält in Ronco sopra Ascona geborene Persönlichkeiten und solche, die in Ronco sopra Ascona und Porto Ronco ihren Wirkungskreis hatten, ohne dort geboren zu sein. Die Liste erhebt keinen Anspruch auf Vollständigkeit.

## Persönlichkeiten

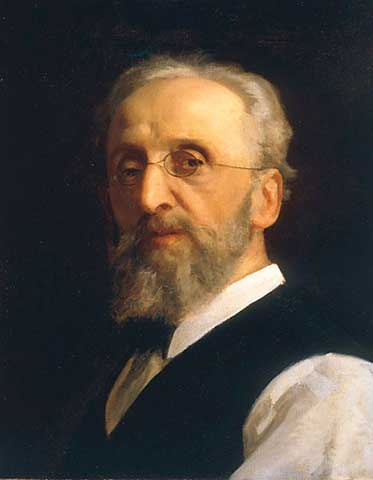
Antonio Ciseri, Selbstporträt (1885)

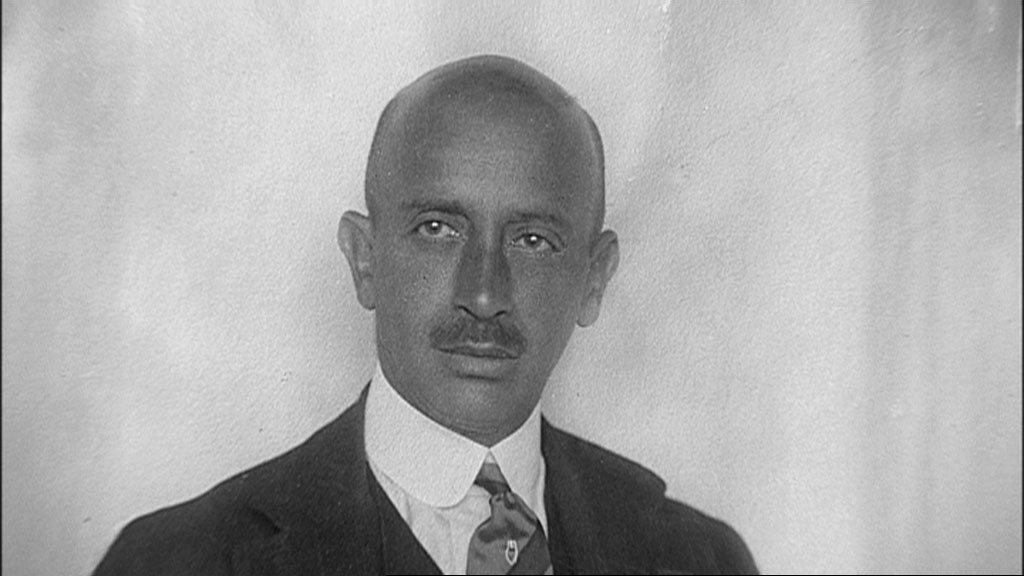
Max James Emden, ca. 1928

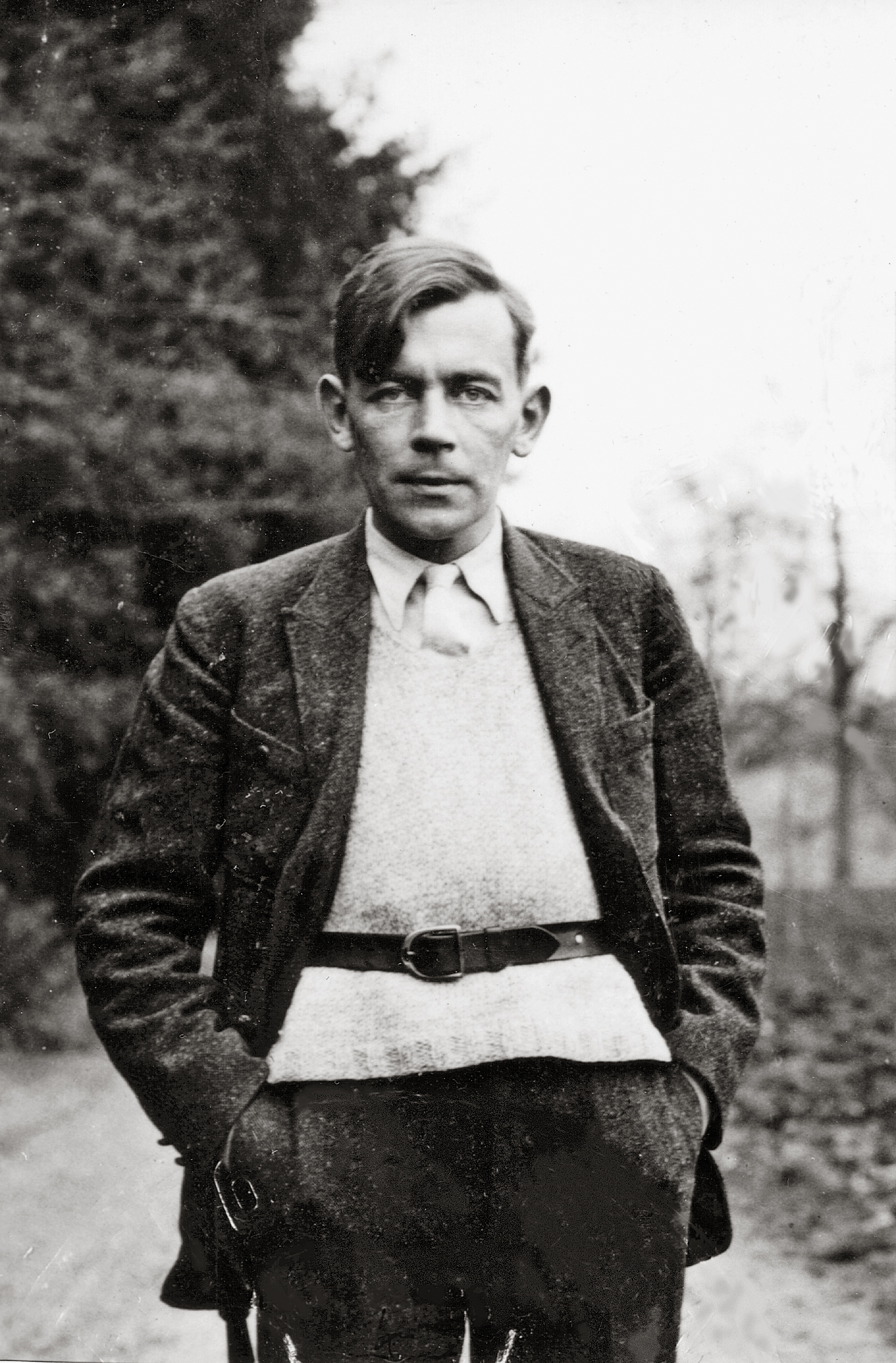
Friedrich Glauser

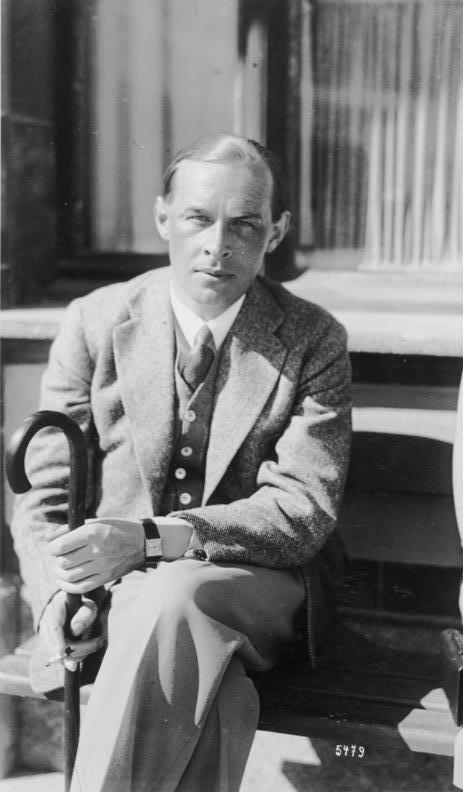
Erich Maria Remarque (1929)

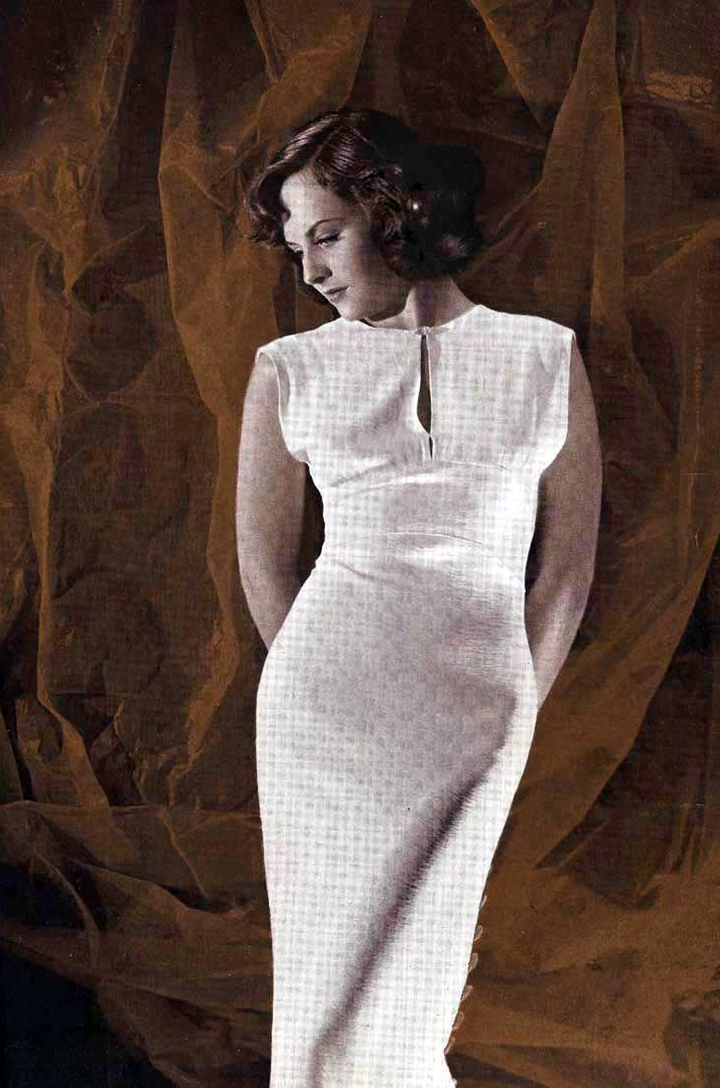
Paulette Goddard (1935)

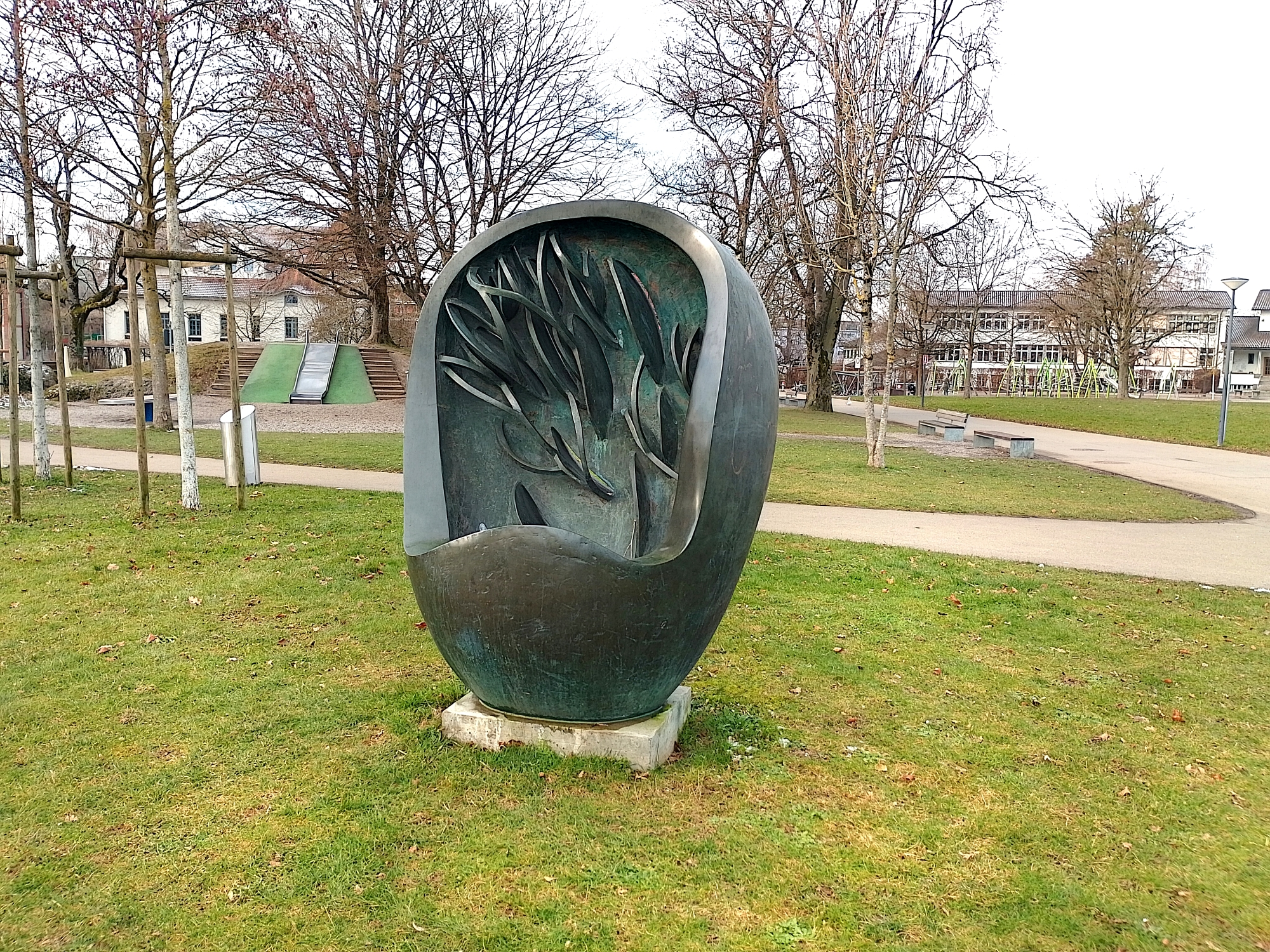
Raffael Benazzi: Skulptur, Stadtpark von Uster

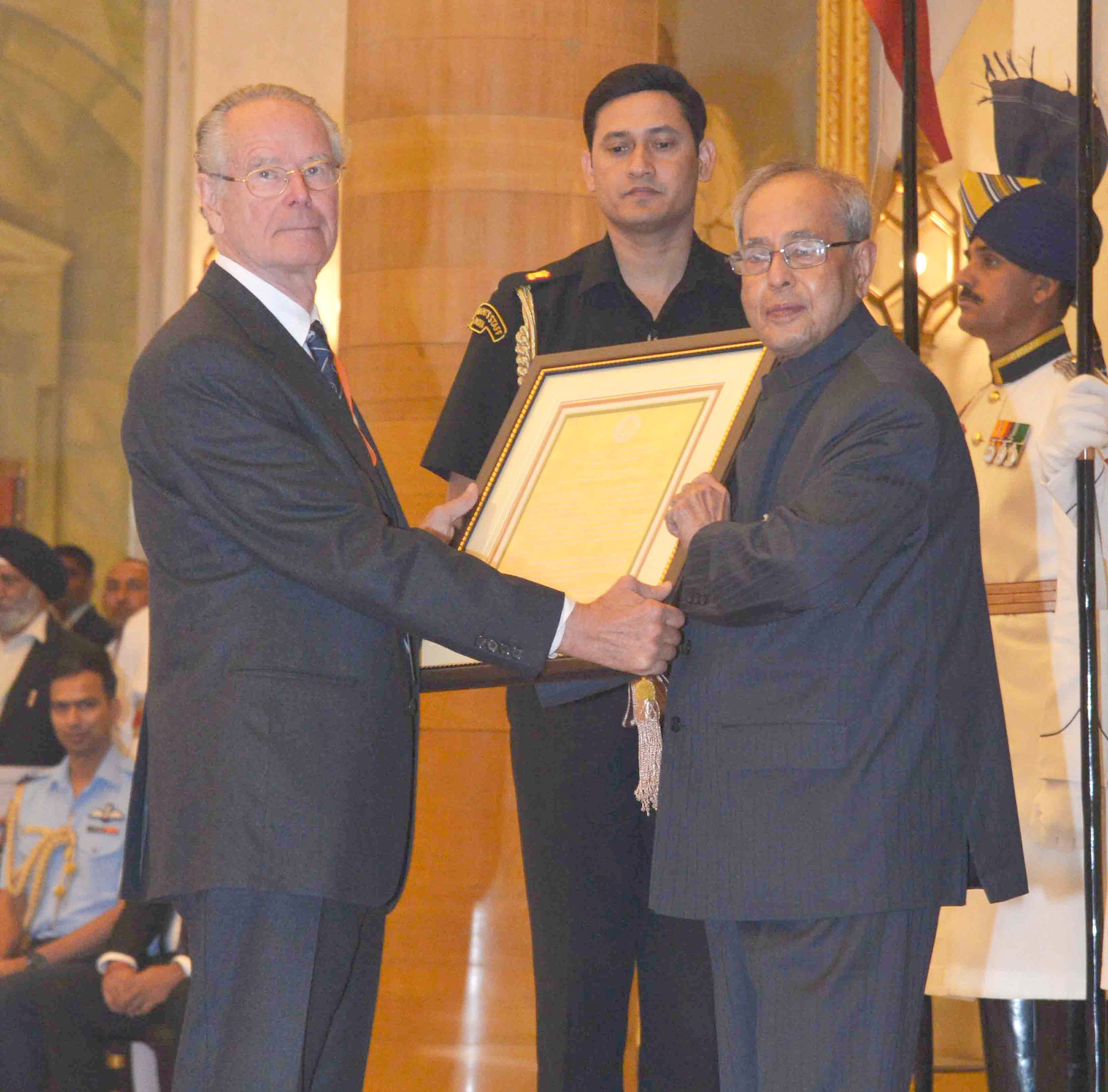
Heinrich von Stietencron (links)

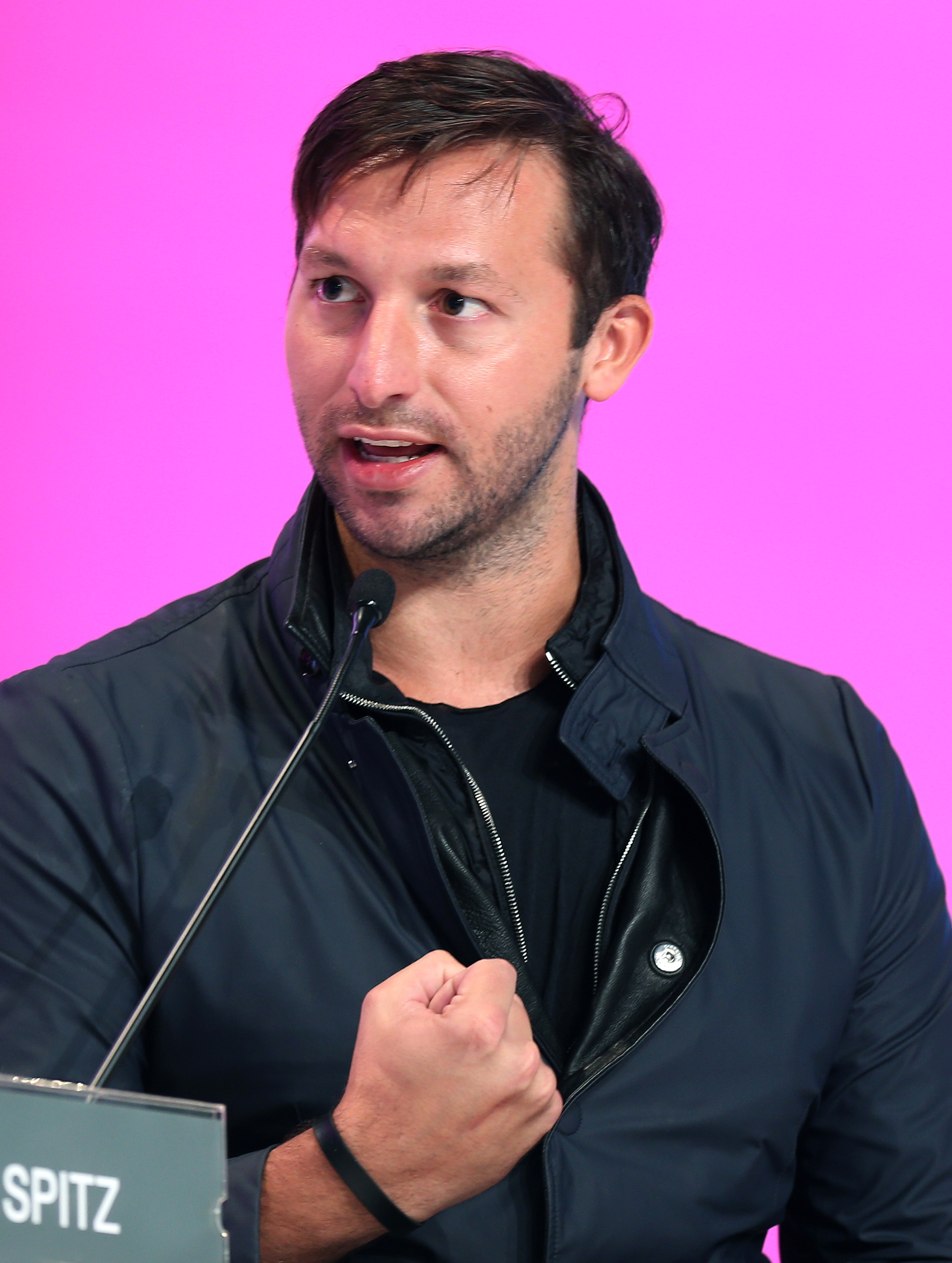
Ian Thorpe

(Sortierung nach Geburtsjahr)

### Geboren bis 1900
- Antonio da Tradate (* 1450 in Tradate?; † nach 1510 ebenda?), Maler, Wandmaler, in der Kirche San Martino von Ronco sopra Ascona tätig[1]
- Leonardo Bagnetti (* um 1550 in Ronco sopra Ascona; † nach dem 1592 in Rieti?), Stuckateur[2]
- Francesco Beltramelli (1570 in Ronco sopra Ascona; † nach 1618 in Rom), Messinggraveur und -ziseleur[3]

- Künstlerfamilie Ciceri/Ciseri.
  - Giovanni Battista Ciceri (* um 1650 in Ronco sopra Ascona; † 1715 in Livorno?), Stuckateur[4][5][6]
  - Marco Andrea Ciseri (* 1667 in Ronco sopra Ascona), Stuckateur[7][8]
  - Antonio Ciseri (1821–1891), in Florenz tätiger Maler[9]
  - Francesco Ciseri (* 8. Januar 1856 in Florenz; † 29. Dezember 1933 ebenda), Sohn des Antonio, Kunstmaler[10][11][12]

- Rocco Poroli (* 1843 in Ronco s/Ascona; † 1897 ebenda), Holzschnitzer in Florenz[13]
- Max Emden (1874–1940), Kaufhausbesitzer, Financier, Besitzer der Brissago-Inseln
- Ernst Samuel Geiger (1876–1965), Philosoph und Maler; wohnte in Porto Ronco
- Heinrich Goesch (1880–1930 oder 1931), Historiker und Jurist
- Max Bucherer (1883–1974), Maler, Grafiker und Exlibris-Künstler
- Fritz Jordi (* 15. September 1885 in Bern; † 29. Juni 1938 in Ronco sopra Ascona), Schweizer Drucker und Anarchist[14]
- Gordon Mallet McCouch (1885–1956), amerikanischer Maler, Kupferstecher und Zeichner, seit 1914 in der Schweiz tätig
- Olga Schwind (1887–1979), deutsche Musikerin und Pionierin der historischen Aufführungspraxis
- Richard Seewald (1889–1976), Maler und Schriftsteller
- Jan Schutter (* 20. Dezember 1890 in Dalfsen (Niederlande); † 15. Dezember 1956 in Bönigen bei Interlaken), Maler; ab 1922 in der Schweiz, wo er mit Freunden und Schülern in Ronco sopra Ascona einen Malerkreis gründete[15][16]
- Manfred Henninger (1894–1986), Maler, Zeichner, Illustrator, Keramiker und Hochschullehrer, seit den 1930er-Jahren im Tessin
- Paul Werner Loosli (* 13. März 1895 in Zürich; † 6. Dezember 1962 in Muralto), Maler, Zeichner[17][18] Autor mit Herbert Gröger: Terre ticinesi. Ronco sopra Ascona 1951.[19]
- Friedrich Glauser (1896–1938), Schweizer Schriftsteller
- Erich Maria Remarque (1898–1970), Schriftsteller
- Alfred Leuenberger (* 30. April 1899 in Münsingen BE; † 1975 in Ronco sopra Ascona), Maler[20]
- Ernst Fischer (1900–1975), Komponist

### Geboren nach 1901
- Clément Moreau (1903–1988), Gebrauchsgrafiker und Künstler
- Hans Wilhelm Siegel (1903–1997), deutscher Kaufmann, Mäzen und Kunstsammler
- Rolf Lenne (* 15. Juli 1904 in Altena; † 12. Oktober 1986 in Ronco sopra Ascona), Bildsticker, Zeichner, Maler, Textilkünstler[21]
- Gerhard Maasz (1906–1984), Komponist, Dirigent, Violist, Pianist
- Erwin Schönmann (* 11. Dezember 1906 in Zürich; † 16. August 1999 in Thunstetten BE), Maler, Mosaizist, Bildhauer, Zeichner und Holzschneider[22]
- Lucia Sinforosa Lattmann-Amrein (* 8. September 1907 in Bellinzona; † 24. August 1999 in Brissago), Malerin, wohnhaft in Ronco sopra Ascona[23]
- Paulette Goddard (1910–1990), amerikanische Schauspielerin
- Kurt Hoffmann (1910–2001), deutscher Filmregisseur, Produzent und Drehbuchautor
- Edwin Frey (1911–2000), Biologe; lebte in Ronco s/Ascona. Als Zitruspflanzenzüchter nannte eine seiner Züchtungen Corafora, benannt nach einer Örtlichkeit in Ronco.
- Karl Gerber (1912–1974), Maler
- Wilfrid Moser (1914–1997), Schweizer Maler und Bildhauer
- Herbert Leupin (1916–1999), Schweizer Grafiker, Grafikdesigner, Maler und Illustrator
- Peter Paul Riesterer (* 1919 in Basel; † 2005), Publizist, Fotograf und Kunstmaler,[24]
- Giuseppe Torti (1928–2005), Erzpriester von Bellinzona, Bischof des Bistums Lugano
- Cornelia Schwarz-Ammann (* 28. November 1930; † 30. Januar 2015), Lokalhistorikerin, Sachbuchautorin[25][26]
- Eveline Hasler (* 1933), Schweizer Schriftstellerin
- Raffael Benazzi (* 1933), Bildhauer, Plastiker und Zeichner
- Heinrich von Stietencron (1933–2018), deutscher Indologe
- Günther Tschanun (1941–2015), Architekt, Chef der Zürcher Baupolizei und Vierfachmörder; lebte nach seiner Haftentlassung in Ronco
- Niklaus Starck (1956), Bankkaufmann und Autor
- Ian Thorpe (1982), Schwimmer, Olympiasieger; wohnt in Ronco sopra Ascona